# Pokolj u Vrcima
Pokolj u Vrcima bio je ratni zločin koji su počinile bošnjačko-muslimanske snage nad Hrvatima tijekom agresije na prostore Hrvata Sjeverne Hercegovine. Počinile su ga 22. travnja 1993. godine u blizini sela Vrca kod Konjica. 
20. ožujka 1993. dogovorena je na sastanku u Jablanici krvave agresije i etničkog čišćenja hrvatskog naroda u općinama Konjic i Jablanica. Na sastanku su nazočili najviši vojni i politički predstavnici Muslimana Konjica, Jablanice i Hadžića. Odluke sa sastanka amenovane su od Alije Izetbegovića, dr. Safeta Ćibe i Sefera Halilovića. Dan kasnije dr. Safet Ćibo zabranio je Hrvatima da se oglašavaju na Radio-Konjicu i smijenio Hrvaticu s mjesta urednice radija. Nakon medijske blokade Hrvata konjičke općine, 22. ožujka počela je fizička blokada područja cijele općine Konjic, tako da Hrvati nisu mogli ni ući ni izaći. 23. ožujka muslimanske snage pobile su mnogo hrvatskih civila i nenaoružanih pripadnika HVO u raznim selima općine Konjic, i teško je tvrditi da ovi zločini nisu bili planirani. Mjesec poslije, 22. travnja tzv. ARBIH iživljava se na Vrcima. Strahovito su mučili Ivana (Pere) Stanića (1935.), civil, kojem su odsjekli obje ruke, zatim ga zaklali u nj ispalili rafal. Ubijene su zatim Stoja Stanić (1935.), Anuša Kožul (1929.), Kata Kaleb, zvana Malezuša (1910.) i bračni par Srba, Đoko (1918.) i Petra Ristić (1918.), svi civili. Zločinci su njihovi susjedi, pripadnici Zukine vojske, zvani Koka, Struja i Deba te Zijo Lepara. Oni su masakrirali do smrti Staniće i Anušu Kožul, a Safet Gagula iz Baždarevića zaklao je Katu Kaleb, Đoku i Petru Ristić.